# Phoenix (nave da ricerca e soccorso)
Phoenix è una nave da ricerca e soccorso (SAR) della organizzazione non governativa maltese MOAS; è impiegata nel mar Mediterraneo, dalle cui acque ha salvato la vita a diverse migliaia di migranti operando dai porti italiani di Catania, Lampedusa, Messina, Pozzallo e da quello maltese della Valletta solitamente verso il braccio di mare attorno al campo di Bouri (golfo di Gabès/Piccola Sirte), in cooperazione e sotto stretto coordinamento con la Guardia costiera italiana. 

## Storia
Costruita nel 1973 presso il cantiere navale Davie Shipbuilding di Lévis, nel Québec (Canada) come motopeschereccio d'altura, e battezzata col nome GC Bassin, ha successivamente prestato servizio nella flottiglia peschereccia della Gorden-Pew, nel 2002 è stata ribattezzata NSS Pattam, per poi assumere il nome di Phoenix I nel 2007 venendo impiegata come nave per ricerche e nave scuola.
Dopo un primo ammodernamento tra maggio e luglio 2014 presso un cantiere navale di Norfolk, Virginia (USA) la Phoenix I salpa per la traversata atlantica, facendo rotta verso l'Europa dove, a Malta, verrà modificata con la costruzione del ponte di volo a poppa.
Di proprietà dal 2014 della Tangiers Maritime Ltd. con sede alla Valletta, sull'isola di Malta, operata dalla organizzazione non governativa Migrant Offshore Aid Station (MOAS), che ha sede principale allo stesso numero civico della compagnia di navigazione specializzata nel trasporto e supporto alturiero, di cui la Phoenix è l'unica nave della flotta, peraltro noleggiata a titolo sconosciuto alla stessa MOAS), batte bandiera del Belize (Stato che non ha mai firmato e ratificato la Convenzione di Amburgo del 1979 sul soccorso marittimo, la cui bandiera è considerata "di convenienza" o "di comodo" ed inserita nella "lista nera" dai paesi firmatari del Memorandum di Parigi, quello di Tokio e tenuta sotto osservazione ["targeted flag"] dalla Guardia Costiera degli Stati Uniti).
È classificata dall'ente greco: International Naval Surveys Bureau (INSB) sul cui registro navale è rubricata come nave da diporto (yacht).

### Contesto operativo
Audizione del comandante generale del Corpo delle capitanerie di porto - Guardia costiera, ammiraglio ispettore Vincenzo Melone innanzi alla 4ª Commissione (Difesa) del Senato nella seduta n. 228 del 4 maggio 2017:
NB. trascrizione audio accorciata e parzialmente rielaborata rispetto all'enunciato, per il quale fa comunque fede l'originale:
 

### Contesto giuridico internazionale
Si prosegue il paragrafo precedente con l'esposizione e le precisazioni dell'amm. Melone circa il concetto di posto sicuro in cui sbarcare i naufraghi:
La regola 3.1.9 della Convenzione di Amburgo sul SAR, infatti, prevede che i sopravvissuti cui e stato prestato soccorso vengano sbarcati dalla nave che li ha raccolti e condotti in luogo sicuro, tenuto conto della situazione particolare e delle direttive elaborate dall’Organizzazione Marittima Internazionale. Risulta allora evidente che per "luogo sicuro" debba intendersi un posto in cui sia assicurata la «sicurezza» – intesa come protezione fisica – delle persone soccorse in mare. 

Inoltre, laddove le persone soccorse in mare, oltre che "naufraghi", debbano qualificarsi anche come "migranti", l’accezione del termine "sicurezza" del luogo di sbarco si connota anche di altri requisiti. Come affermato dalla Corte europea dei diritti dell'uomo nel 2012 (riprendendo peraltro, il contenuto della risoluzione 1821 (2011) del Consiglio d'Europa), nel caso di salvataggio in mare di richiedenti asilo, rifugiati e migranti in situazione irregolare, la nozione di "luogo sicuro" non può essere limitata alla sola protezione fisica delle persone, comprendendo necessariamente il rispetto dei loro diritti fondamentali, che impone agli Stati pena la violazione della Convenzione delle Nazioni Unite relativa allo status di rifugiati del 1951 e della Convenzione per la salvaguardia dei diritti dell'uomo e delle libertà fondamentali – di astenersi dal ricorrere a qualsiasi pratica che possa essere assimilata a un respingimento diretto o indiretto e di considerare "luogo sicuro" un luogo che possa rispondere alle necessita delle persone sbarcate e che non metta in alcun modo a rischio i loro diritti fondamentali. [...]»

### Peculiarità caratteristiche dellaPhoenix
La nave, dopo i lavori di adattamento, dispone di:
- 1 clinica d'urgenza attrezzata con medicinali e gestita in passato da personale sanitario di Médecins sans frontières (MSF) con il quale era stato siglato un accordo di collaborazione nell'aprile 2015[32][33], poi conclusosi nel settembre dello stesso anno[34][35], il loro posto è stato preso da squadre di medici e infermieri della Croce Rossa Italiana a partire dal 6 giugno 2016[36][37][38]
- 1 ponte di volo di 9×11,4 m
- 1 isola per lo stoccaggio all'aperto di salvagenti tipo "atollo", "anulari" e a "giubbotto"
- 1 container (TEU) da 6,1 m usato come aviorimessa
- 2 aeromobili a pilotaggio remoto tipo Schiebel Camcopter S-100 per le ricerche SAR in condizioni di scarsa visibilità.
- 2 gommoni a scafo rigido (RHIB) ciascuno dotato di 2 motori fuoribordo Yamaha da 70 CV

### Fonti normative internazionali
- International Convention on maritime search and rescue, 1979 (with annex). Concluded at Hamburg on 27 April 1979
- Convenzione per migliorare la sorte dei feriti, dei malati e dei naufraghi delle forze armate di mare. Conchiusa a Ginevra il 12 agosto 1949. (con riguardo all'art. 12, co. 2)
- Convenzione sullo statuto dei rifugiati. Conchiusa a Ginevra il 28 luglio 1951. (con particolare riguardo agli artt. 32 e 33)
- Convenzione europea per la salvaguardia dei diritti dell'uomo e delle libertà fondamentali

### Fonti normative italiane
- Regio decreto 30 marzo 1942, n. 327, in materia di "Codice della navigazione" aggiornato. (CdN)
- Decreto del presidente della Repubblica 15 febbraio 1952, n. 328, in materia di "Regolamento per l'esecuzione del Codice della navigazione (Navigazione marittima)" aggiornato.
- Legge 3 aprile 1989, n. 147, in materia di "Adesione alla convenzione internazionale sulla ricerca ed il salvataggio marittimo, con annesso, adottata ad Amburgo il 27 aprile 1979, e sua esecuzione." (SAR)
- Decreto del presidente della Repubblica 28 settembre 1994, n. 662, in materia di "Regolamento di attuazione della legge 3 aprile 1989, n. 147, concernente adesione alla convenzione internazionale sulla ricerca ed il salvataggio marittimo, adottata ad Amburgo il 27 aprile 1979."
- Legge 23 maggio 1983, n. 313, in materia di "Adesione alla convenzione internazionale del 1974 per la salvaguardia della vita umana in mare, con allegato, aperta alla firma a Londra il 1 novembre 1974, e sua esecuzione." (SOLAS) [si omettono gli emendamenti successivi]
- Legge 12 febbraio 1994, n. 689, in materia di "Ratifica della Convenzione delle Nazioni Unite sul diritto del mare fatta a Montego Bay il 10 dicembre 1982." (UNCLOS)
- Legge 12 aprile 1995, n. 129, in materia di "Ratifica ed esecuzione della convenzione 1989 sul salvataggio, atto finale della Conferenza internazionale sul salvataggio, con allegati, fatta a Londra il 28 aprile 1989." (SALVAGE)

### Fonti giornalistiche
- (EN)  Mark Micallef, MOAS rescue mission saves its first migrants sul Times of Malta del 30 agosto 2014.
- (EN)  Giles Tremlett, The millionaire who rescues migrants at sea, su the Guardian dell'8 luglio 2015
- (EN)  Duncan Robinson, EU border force flags concerns over charities’ interaction with migrant smugglers, sul Financial Times del 15 dicembre 2016.
- (IT)  Redazionale, Il milionario che soccorre i migranti in mare, su ilPost.it dell'8 luglio 2015.
- (IT)  Laura Pagetti, S.O.S., per Dattualità, 21 settembre 2015.
- (IT)  Annalisa Camilli, Perché le ong che salvano vite nel Mediterraneo sono sotto attacco, su Internazionale del 22 aprile 2017.
- (IT)  Francesca Roversi, Simone Costa, Ong-migranti, Zuccaro conferma e rilancia: italiane ok, ma c'è chi ha troppi soldi. su Tg LA7 del 3 maggio 2017
- (IT)  Alessandra Ziniti, Migranti e Ong, l'ammiraglio della Guardia costiera "assolve" tutti. Nuovo fronte a Trapani su la Repubblica del 4 maggio 2017
- (IT)  Redazionale, Ecco le ambiguità di alcune Ong sui migranti dalla Libia. L’audizione di Zuccaro in Senato su Analisi e Difesa del 4 maggio 2017
- (IT)  Redazionale Migranti, Ong Moas "nego categoricamente contatti con trafficanti". su Tg La7 del 4 maggio 2017

### Voci generiche
- Barcone di migranti
- Christopher Catrambone
- Regina Catrambone
- Martin Xuereb
- Migrant Offshore Aid Station
- Crisi europea dei migranti
- Operazione Mare nostrum (Marina Militare)
- Operazione Mare Sicuro (MM, successiva alla prec.)
- Operazione Sophia (Eunavfor Med)
- Operazione Triton (Frontex)
- Rotte dei migranti africani nel Sahara
- Rotte dei migranti africani nel Mediterraneo
- Scafista

### Navi di ONG
- Iuventa (Jugend Rettet)
- Minden (LifeBoat)
- Aquarius (SOS Méditerranée/MSF)
- Bourbon Argos (MSF)
- Dignity I (MSF)
- Vos Prudence (MSF)
- Topaz Responder (MOAS)
- Golfo Azzurro (Proactiva Open Arms)
- Vos Hestia (Save the Children)
- Sea-Eye (Sea-Eye)
- Sea Watch (Sea-Watch)
- Sea Watch 2 (Sea-Watch)
- Sea Watch 3 (Sea-Watch)